# Sunčana politika
Sunčana politika naziv je odrednice južnokorejske vanjske politike koja za cilj ima ujedinjene dviju Koreja u jedinstvenu državu. Zamisao o pomirenju i sjedinjenju Korejskog poluotoka, gospodarski, demografski i politički iscrpljenog u Korejskom ratu, javila se u južnokorejskim političkim krugovima nakon povlačenja američkih nuklearnih snaga s poluotoka, uz uvjet obustave nuklearnih ispitivanja sjevernokorejskog režima. Ime je dobila po Ezopovoj basni o Sjevernom vjetru i suncu, simbolima dviju Koreja.
Južnokorejski predsjednici s kraja 20. stoljeća Kim Dae-jung i Roh Moon-hyun dosljedno su provodili politiku zbližavanja i pomirenja sa sjeverom, pa je tako sredinom 2000., nakon 55 godina sukoba, došlo do povijesnog susreta sjevernokorejskog diktatora Kim Jong-ila i južnokorejskog predsjednika Kim Dae-junga. Na tom sastanku dogovoreni su prvi koraci prema zbližavanju, dozvoljeni su susreti rastavljenih članova obitelji, a započela je i prva gospodarska suradnja kapitalističkog juga i komunističkog sjevera. 
U jeku otopljavanja odnosa ponovno je proradila prekogranična pruga, no ubrzo se Sjeverna Koreja povlači iz Sporazuma o neširenju nuklearnog oružja radi oživljavanja nuklearnog programa. Unatoč sjevernokorejskoj tvrdoglavosti, Južna Koreja ponudila je 2011. nacrt ujedninjenja, prema kojemu bi većinu novca za taj postupak osigurale velike južnokorejske tvrtke, koji biva odbijen.
Dolaskom Kim Jong-una na vlast u Sjevernoj, Moon Jae-ina u Južnoj Koreji i Donalda Trumpa u Sjedinjenim Državama, koji intenziviraju međukorejske i korejsko-američke susrete (Singapurska konferencija), dolazi do ponovnog oživotvorenja politike pomirenja na obje strane.